# Pteropus scapulatus
Pteropus scapulatus is een vleermuis uit het geslacht Pteropus die voorkomt in het noorden en oosten van Australië, tot ver in de binnenlanden, en in het uiterste zuiden van Papoea-Nieuw-Guinea, ten zuiden van de Fly River.
P. scapulatus is een kleine vleerhond met onbehaarde onderbenen en doorzichtige vleugels. Het lichaam is roodbruin, soms met gele of witte vlekken op de schouders, de kop grijs. De kop-romplengte bedraagt 125 tot 200 mm, de voorarmlengte 120 tot 150 mm, de oorlengte 29 tot 40 mm en het gewicht 300 tot 600 g.
In het begin van de zomer (oktober-november) vormt dit dier grote koloniën van soms honderdduizenden individuen, waar ook paringen plaatsvinden. Niet lang nadat de kampen in maart of april uiteenvallen worden de jongen geboren, die na 18 maanden geslachtsrijp zijn. Deze soort eet voornamelijk nectar, maar ook fruit.

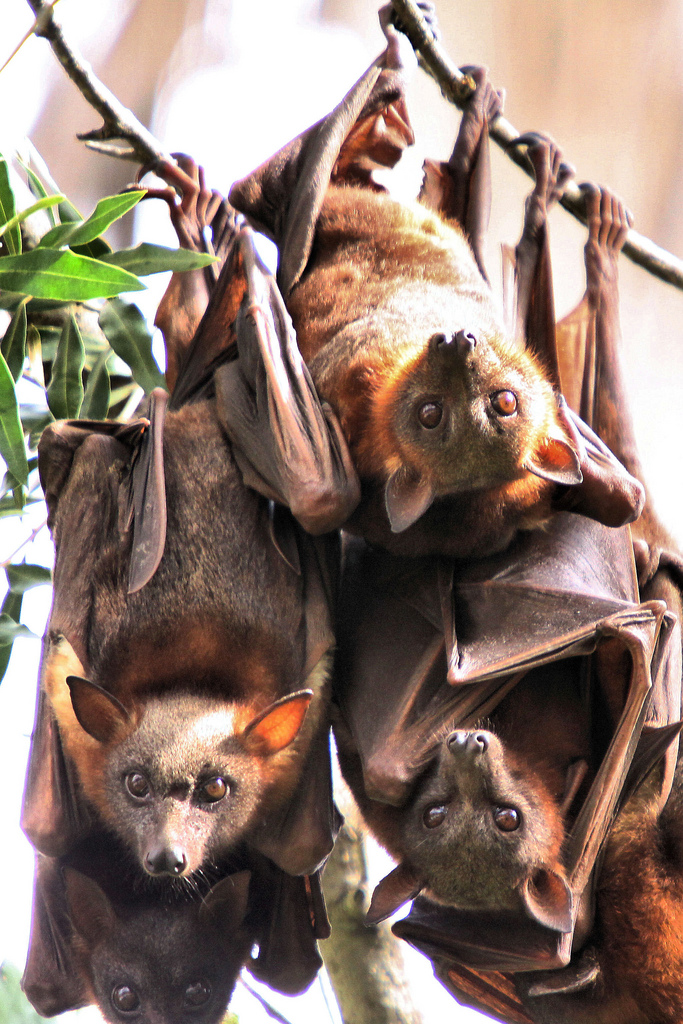
Pteropus scapulatus in groep